# DKPs 16. landspartikongres og Berlin
|  | Denne artikel er oprettet af botten Steenthbot ud fra en ekstern database. Den kan derfor have sproglige fejl eller mangler. Denne skabelon kan fjernes efter kontrol af indholdet. |

DKPs 16. landspartikongres og Berlin er en dansk dokumentarisk optagelse fra 1951 med en reportage fra Danmarks Kommunistiske Partis 16. partikongres og en reportage fra World Federation of Democratic Youth's tredje fredsdemonstration afholdt i Østberlin fra den 5. til den 19. august 1951. 
Filmen er bevaret uden lydspor på DFI's database.

## Handling
En kort fragmentarisk optagelse fra Det Kommunistiske Partis landskongres i 1951. Herefter reportage fra den kommunistiske ungdoms fredsdemonstration i Østberlin: en enorm demonstration med optog, march, bannere med slogans, plakater med portrætter af bl.a. Stalin og Lenin og masser af unge internationale tilskuere.